# Bingo

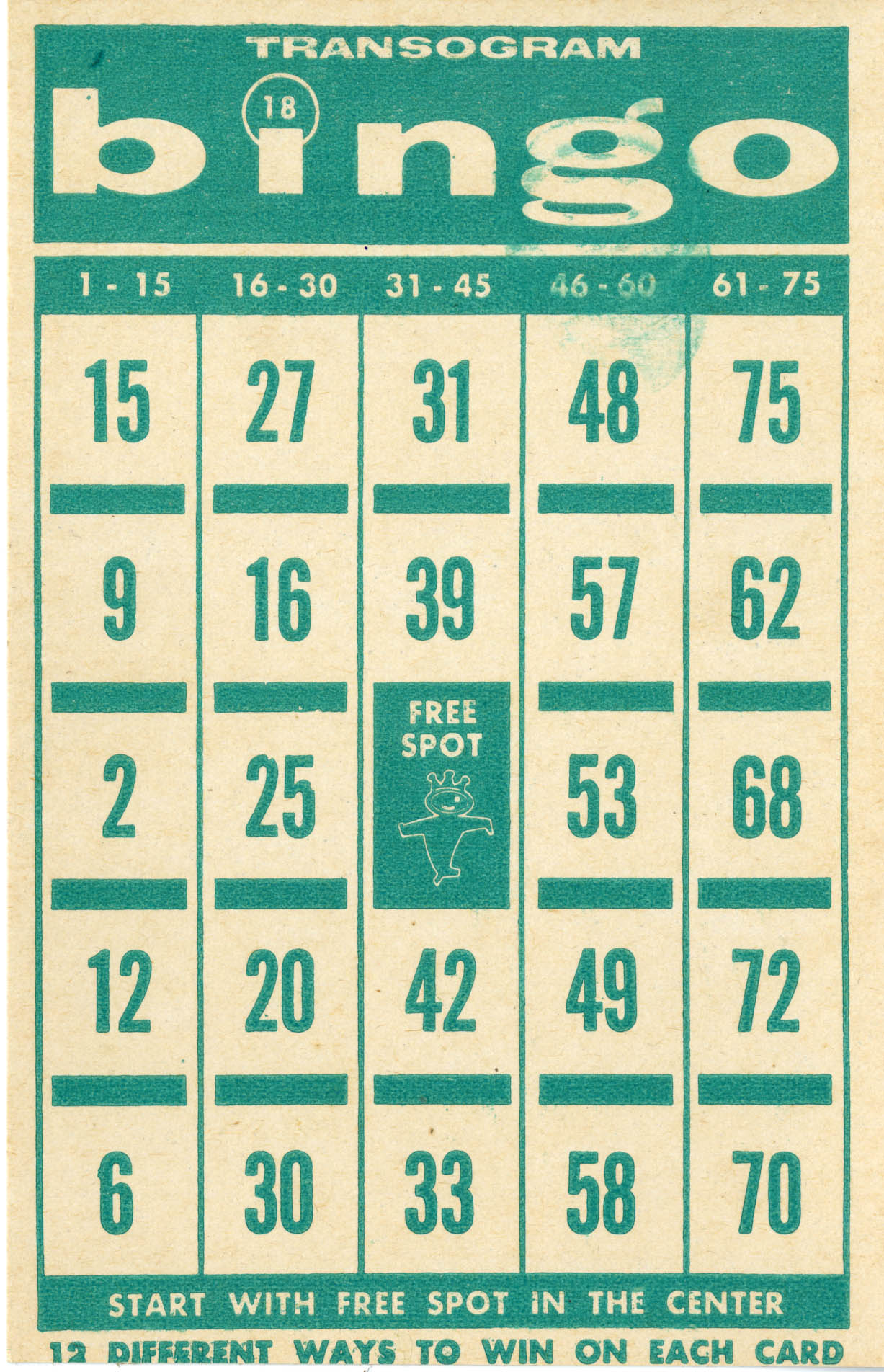
Bingo-Karte

Bingo ist ein Lotteriespiel, das insbesondere im Vereinigten Königreich, auf den Philippinen, in den USA sowie auf Kreuzfahrtschiffen sehr beliebt ist. Bingo ist ein Abkömmling des Gesellschaftsspiels Lotto, bei dem man gegen einen Spieleinsatz Chancen auf einen nach Grund und Höhe ungewissen Geldgewinn erhält.

## Ursprung
Der Spielname Bingo wurde 1929 von dem Amerikaner Edwin Lowe eingeführt. Er hatte auf einem Jahrmarkt in Georgia eine Gruppe von spanischsprachigen Spielern beobachtet, die die gezogenen Zahlen mit getrockneten Bohnen abdeckten und bei Gewinn „Beano“ riefen. Als Edwin Lowe seine ersten Beano-Runden in New York veranstaltete, rief eine Gewinnerin im Eifer des Gefechtes „Bingo“. Diesen Namen fand Lowe besser, und so blieb es dabei.
Für einen Dollar pro Jahr durften andere das Spiel nutzen, allerdings unter der Auflage, es Bingo zu nennen.

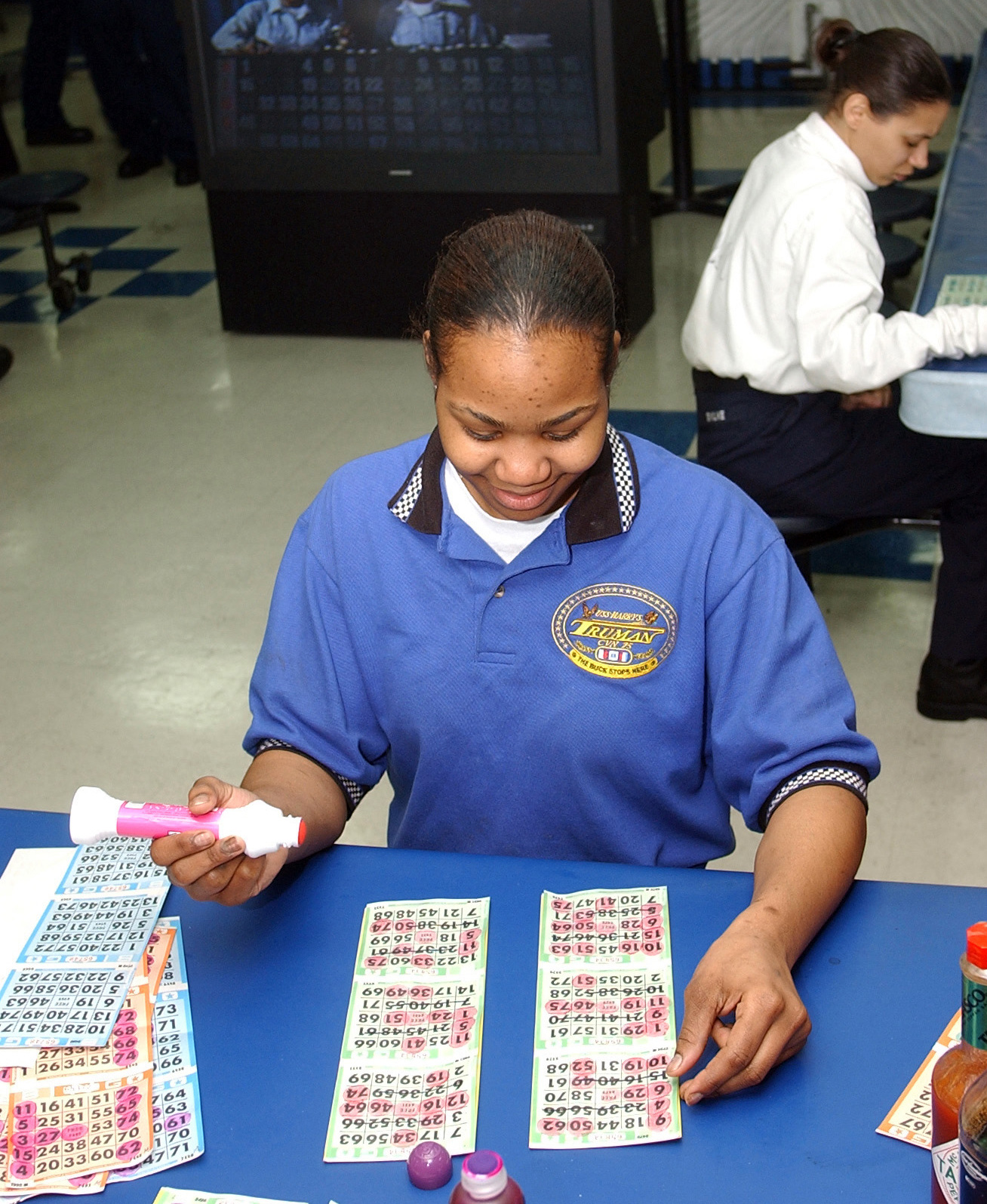
Bingo

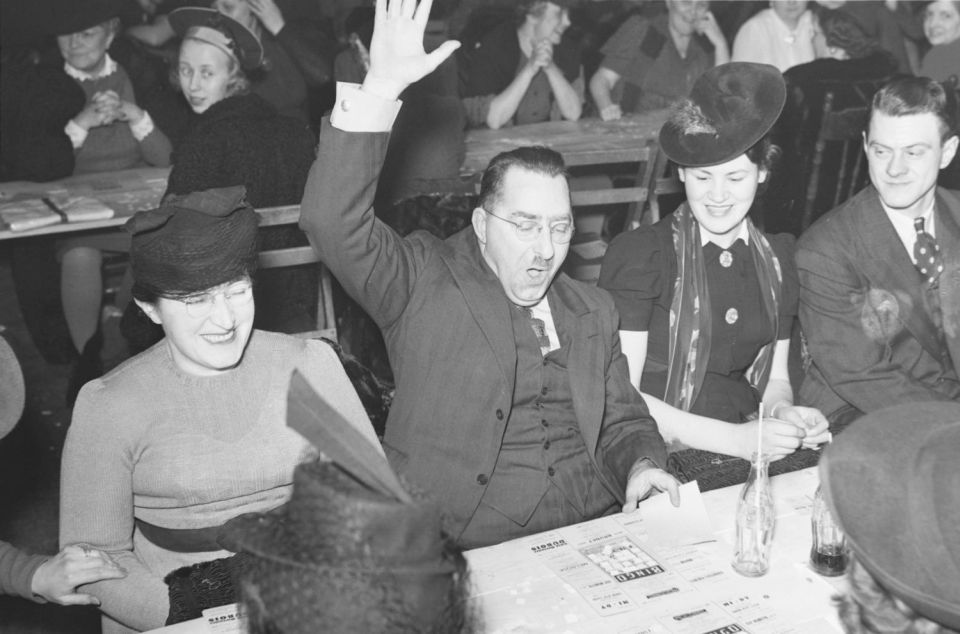
Ein Gewinner in Montreal ruft Bingo, 1941

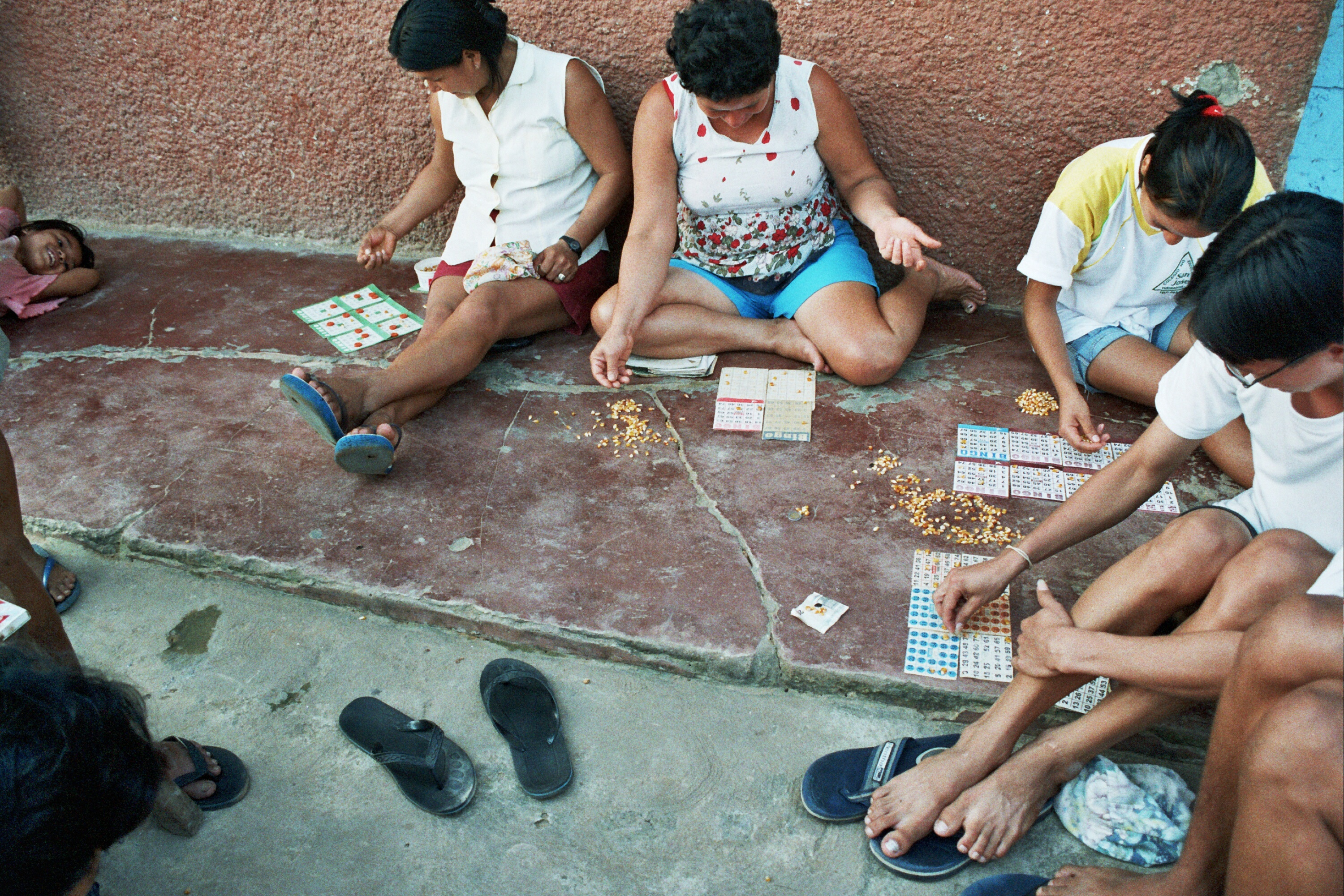
Frauen in Yurimaguas (Peru) spielen Bingo. Als Einsatz dienen Maiskörner.

## Spielablauf
Im Gegensatz zu anderen Lotterien ist Bingo mit einem Gemeinschaftseffekt verbunden, da die Teilnehmer in einem Saal sitzen.

### 75-Ball Bingo
Die Teilnehmer kaufen Lose oder auch Teilnahmecoupons, die mit einer Anzahl von Zahlen bedruckt sind. Die Karten bestehen aus einem oder mehreren Quadraten mit 5 × 5 Feldern, die jeweils eine Zahl zwischen 1 und 75 enthalten außer dem Feld in der Mitte, welches als „freier Joker“ zählen kann. Ein Conférencier zieht wie beim Lotto per Zufall aus einer Trommel Kugeln mit aufgedruckten Zahlen. Er ruft diese Zahlen aus, oft in Verbindung mit einem der Buchstaben aus „Bingo“ als Spaltenangabe, woraufhin die Teilnehmer sie auf ihren Spielkarten mit einem Farbstempel oder einem Stein markieren, sofern sie die ausgerufenen Zahlen auf ihrem Teilnahmecoupon haben. Sobald der erste Teilnehmer  auf seinem Los alle fünf Zahlen einer waagerechten oder senkrechten Reihe oder Diagonale markieren konnte, ruft er laut und vernehmlich „Bingo!“. Teilweise gilt es auch als Gewinnkombination, wenn die Mitte und die vier Ecken abgehakt sind. In anderen Spielvarianten sind auch verschiedene Figuren ein Gewinn; zudem gibt es auch die Variante, dass alle Zahlen abgehakt werden müssen, um zu gewinnen („Blackout-Variante“). Nach der Überprüfung seines Spielscheins ist er der Gewinner, erhält einen Sach- oder Geldpreis, und die Spielrunde ist abgeschlossen.

### 90-Ball Bingo
Bei der 90-Ball-Bingo-Variante enthält der Spielschein drei Reihen und neun Spalten. Gezogen werden Zahlen bis 90 in drei Spielrunden. In jeder Zeile sind fünf Zahlen in aufsteigender Reihe eingetragen und die übrigen Felder bleiben leer. In der ersten Runde muss eine der waagerechten Reihen vervollständigt werden und in der zweiten Runde zwei der drei Zeilen ausgefüllt werden, um zu gewinnen. Um die 3. und Finale Runde zu gewinnen, müssen die Zahlen aller drei Zeilen vollständig sein.

## Verbreitung
Auch im Fernsehen ist Bingo Grundlage für erfolgreiche Sendungen. In Skandinavien gibt es seit den 1990er Jahren Bingolotto. In Deutschland (Bingo bei Sat.1 und Bingo! im NDR) und Österreich (Bingo im ORF) liefen und laufen verschiedene Bingo-Sendungen.
Beim Wurstlotten oder Eierlotten in Teilen des Bergischen Landes werden zur Grünkohlsaison Mettwürstchen und in der Zeit vor Ostern Eier nach den Bingoregeln verlost.
In der Türkei wird Bingo (türk. Tombala) traditionell am Silvesterabend mit der ganzen Familie gespielt.
In der deutschen Presselandschaft wird Bingo zur Steigerung der „verkauften Auflage“ nach IVW eingesetzt. Die Spielkarten mit mehreren Spielrunden werden dabei vorab der Zeitung beigesteckt und zusätzlich am Kiosk verschenkt. Die Ziehung der Gewinnzahlen erfolgt durch einen Notar. Die Gewinnzahlen werden so lange täglich auf der Titelseite der Zeitung veröffentlicht, bis sich ein Gewinner bei der Zeitung meldet und seinen Gewinnanspruch anmeldet. Bei rechtmäßigen Gewinnern startet danach eine neue Spielrunde. Bekannteste Spiele sind „Gold-Bingo“ oder „Rubbel Dich reich!“ der Bild, B.Z.-BINGO der B.Z. und Rubbelmax des Berliner Kurier. Die rechtlichen Rahmenbedingungen für die Durchführung solcher Spiele sind sehr eng und immer wieder Gegenstand von Rechtsstreitigkeiten. Kirchliche Gemeinden nutzen diese Art Spiel manchmal, um die Mitglieder der Pfarrei sowohl zu beschäftigen als auch um aus dem Erlös der Bingolotterie wohltätige Projekte zu finanzieren.
Eine in Mexiko verbreitete Variante, die mit Bildern anstelle von Zahlen gespielt wird, ist Lotería.
Die in dem Vereinigten Königreich gespielte Variante gleicht dem Gesellschaftsspiel Lotto.

## Bingohallen
Zwischen 2006 und 2012 sank die Zahl der Bingohallen, die in der Bingo Association organisiert sind,  in Großbritannien von 670 auf 400.

## Spezielle Formen
- Buzzword-Bingo
- Kuhfladen-Bingo